# Barneberg
Barneberg là một đô thị ở huyện Börde thuộc bang Sachsen-Anhalt, nước Đức. Đô thị Barneberg có diện tích 8,8 km², dân số thời điểm ngày 31 tháng 12 năm 2006 là 759 người.